# San Isidro (Maracaibo)
Pour les articles homonymes, voir San Isidro.
San Isidro est l'une des dix-huit paroisses civiles de la municipalité de Maracaibo dans l'État de Zulia au Venezuela. Sa capitale est San Isidro.